# Damien Chrysostome
Koffi Damien Anderson Chrysostome (Cotonu, 24 de maio de 1982) é um ex-futebolista beninense que jogava como zagueiro.

## Carreira
Jogou a maior parte de carreira, iniciada em 2002, no futebol italiano, vestindo as camisas do Cittadella, Biellese (por empréstimo dos Granatas, que o reintegrariam ao seu elenco na temporada 2005–06), Cuneo e Casale. Jogou também no Metz (França), no Denizlispor (Turquia) e no JJK (Finlândia), onde parou de atuar em 2014.

## Seleção Beninense
Chrysostome atuou na Seleção do Benin entre 2001 e 2011, tendo participado de três edições da Copa das Nações Africanas, em 2004,[carece de fontes?] 2008 e 2010 - em todas, a equipe foi eliminada na fase de grupos.